# 格氏奇巨口魚
格氏奇巨口魚（学名：Aristostomias grimaldii）为輻鰭魚綱巨口鱼目巨口鱼科的其中一種。分布于全球三大洋海域，為深海魚類，棲息深度25-800公尺，體長可達18.2公分。

## 扩展阅读
維基物種上的相關：格氏奇巨口魚